# Metroid Dread
Metroid Dread (メトロイド ドレッド?, Metoroido Doreddo) è un videogioco action-adventure, di sottogenere metroidvania, sviluppato da MercurySteam e Nintendo per Nintendo Switch ed uscito l'8 ottobre 2021.
Dread fu concepito come videogioco per Nintendo DS nel corso dei primi anni 2000, inteso come sequel di Metroid Fusion uscito su Game Boy Advance nel 2002, ma lo sviluppo non venne terminato e il titolo non venne mai mostrato al pubblico. Ai tempi, la stampa videoludica espresse un certo interesse verso questo gioco e, più in generale, verso l'idea di un nuovo capitolo in 2D della serie Metroid.
Dopo la cancellazione del progetto su DS, la serie Metroid è tornata al format dei videogiochi a scorrimento laterale con Samus Returns (2017), sempre sviluppato da MercurySteam.
Dread è stato ufficialmente annunciato per Nintendo Switch in occasione dell'E3 2021, con una data di uscita fissata per lo stesso anno.

## Trama
Dopo la distruzione di SR388 in Metroid Fusion, la Federazione Galattica scopre, attraverso un video trasmesso dal pianeta ZDR, che i parassiti X potrebbero non essere estinti come si pensava. Sette robot E.M.M.I. vengono inviati su ZDR per investigare, ma ne vengono perse velocemente le tracce. La Federazione assolda così Samus Aran, la cui Tuta Energia sta gradualmente ritornando meccanica come prima della sua vaccinazione contro gli X, a investigare. Tuttavia, arrivata sul pianeta e scesa sottoterra, Samus viene attaccata da un guerriero Chozo molto potente, che la mette fuori combattimento, sembra attivare in lei uno strano potere e la priva di quasi tutte le sue abilità. Adam, l'intelligenza artificiale della sua navetta (e coscienza del defunto Comandante Adam Malkovich), la incarica di trovare un altro modo per raggiungere la superficie. Mentre esplora il pianeta per cercare la sua navetta, Samus scopre che gli E.M.M.I sono stati manomessi e ora cercano di ucciderla. Tra i mostri che abitano il sottosuolo, si imbatte anche in Kraid, creduto morto dopo la distruzione di Zebes, e lo uccide una volta per tutte.
Durante l'esplorazione di Ferenia, una regione piena di rovine Chozo, Samus scopre dei geroglifici: essi rappresentano una figura che sembra ordinare a dei guerrieri Chozo di uccidere dei loro simili e la cacciatrice vi riconosce il guerriero che l'aveva attaccata, mostrando di nuovo segni del potere di prima. Tuttavia, improvvisamente un E.M.M.I sfonda il muro e si avventa su Samus dopo averla stordita, ma viene prontamente disattivato da un alleato inatteso, il Chozo Manto di Quiete, che fornisce alla cacciatrice delle spiegazioni: egli era un Chozo della tribù Thoha, responsabile della creazione dei Metroid su SR388 per fermare la proliferazione degli X. Quando tuttavia i Metroid iniziarono a mutare a causa delle condizioni ambientali di SR388, la tribù guerriera dei Mawkin accorse in loro aiuto per arginare la nuova minaccia. Il leader di quest'ultima tribù, Rostro di Corvo, non aveva però intenti pacifici e pianificava di utilizzare i Metroid creati dai Thoha come armi biologiche per ottenere il controllo della Galassia. I Mawkin comandati da Rostro di Corvo uccisero tutti i Thoha del pianeta tranne Manto di Quiete, risparmiato per le sue conoscenze di ingegneria genetica e perché sarebbe stato utile nel controllare i Metroid. Il piano di Rostro di Corvo però fu ritardato dopo che un parassita X si impossessò di un Makwin e seguì i Chozo su ZDR. Rostro di Corvo riuscì a contenere la minaccia degli X su ZDR, sigillandoli in un'area del pianeta, ma alla fine tutti i suoi sottoposti vennero infettati. Nel frattempo, Samus aveva sterminato i Metroid su SR388, impedendo così a Rostro di Corvo di procedere con il suo piano originale. Venuto infine a conoscenza del fatto che il DNA di Samus Aran è in parte DNA Metroid come conseguenza del vaccino, inviò il video con il parassita X sperando di attirare la cacciatrice di taglie su ZDR, riprogrammando nel frattempo gli E.M.M.I. inviati dalla Federazione Galattica per impossessarsi del DNA Metroid.
Dopo aver spiegato la situazione, Manto di Quiete disattiva gli E.M.M.I rimasti e apre un percorso precedentemente sigillato, e Samus gli promette di fermare Rostro di Corvo. Tuttavia, un robot soldato Chozo arriva alle spalle di Manto di Quiete e lo colpisce con un raggio d'energia, uccidendolo. Furiosa, Samus distrugge il robot e continua con la sua missione, ora decisa anche a vendicare Manto di Quiete.
Giunta a Elun, la zona di quarantena, Samus si ritrova faccia a faccia con gli X ed uno dei soldati Mawkin infettati. Dopo aver sconfitto quest'ultimo, tuttavia, gli X vengono rilasciati, probabilmente in modo intenzionale da Rostro di Corvo come teorizzato da Adam, ed iniziano a disperdersi in tutto il resto del pianeta. A Ferenia uno dei parassiti assorbe il cadavere di Manto di Quiete e lo usa per riattivare gli E.M.M.I.
Successivamente, Samus scopre che alcune aree di ZDR hanno raggiunto temperature estremamente basse a causa di un X che ha completamente bloccato la fornitura di energia geotermica di Cataris verso il resto del pianeta. Sconfitto quest'ultimo e ripristinato l'afflusso di energia, Samus prosegue nella sua salita verso la superficie ripristinando sempre più poteri della sua Tuta Energia e sconfiggendo gli altri E.M.M.I. Quando raggiunge la superficie, Samus viene attaccata dall'ultimo E.M.M.I., e intuisce che qualcosa non va quando assorbe tutta l'energia del robot, tramite il nuovo potere latente che sembra essersi risvegliato nel suo braccio sinistro. Chiedendo spiegazioni ad Adam, scopre che il DNA Metroid al suo interno si sta risvegliando completamente. Una volta individuata la fortezza volante di Itorash, Samus vi si dirige per confrontarsi con Rostro di Corvo.
Dopo essersi infiltrata a Itorash, Samus parla di nuovo con Adam, il quale afferma che è stata la presenza di Rostro di Corvo ad accelerare il processo di risveglio del DNA Metroid in lei, in quanto i Metroid erano programmati per essere ostili verso i Mawkin (mentre al contrario erano docili verso i Thoha); questa situazione l'ha resa un ibrido umano-Metroid. Inoltre, a giudicare dalla sua innaturale forza fisica, il DNA Chozo che Samus aveva ricevuto da piccola doveva essere anche Mawkin oltre che Thoha. A quel punto Rostro di Corvo si mostra, rivelando che stava imitando Adam fin dal primo incontro con Samus nelle profondità di ZDR, per guidarla attraverso il pianeta di modo da farle risvegliare sempre di più il suo potere, attirandola infine in una trappola.
Rostro di Corvo rivela anche che su Zebes, in aggiunta all'infusione di Samus con DNA Thoha, fu lui stesso a donarle il DNA Mawkin. Chiamandola "figlia", il Chozo chiede a Samus di offrire a lui i suoi nuovi poteri, ma la cacciatrice di taglie rifiuta, ingaggiando una cruenta battaglia. Nel momento in cui pare essere in vantaggio però, la cacciatrice viene sopraffatta di nuovo, e Rostro di Corvo le dice che ormai potrà clonarla a suo piacimento, creando un esercito del "Metroid più potente". Quando però sembra essere sul punto di morire, Samus, spinta da una furia omicida, risveglia pienamente i suoi poteri di Metroid, ottenendo la nuova Tuta Metroid e assorbendo l'energia vitale di Rostro di Corvo così violentemente da far schiantare Itorash sulla superficie, distruggendola. Rialzatosi in qualche modo ancora vivo, il Chozo viene infettato da un X e si trasforma in un abominio, che Samus annienta con l'Iper Raggio assorbito da egli stesso poco prima: un raggio così devastante da atomizzare lui e l'X. La potente energia sprigionata attiva l'autodistruzione del pianeta. Samus raggiunge la sua navetta ma Adam le impedisce di partire perché i suoi poteri, ormai fuori controllo, priverebbero la navetta della sua energia e la lascerebbero bloccata sul pianeta. La cacciatrice si imbatte tuttavia in Manto di Quiete, che sembra aver riacquisito almeno parzialmente il controllo delle sue azioni nonostante l'X, e si sacrifica, facendole assorbire l'X che lo aveva infettato. Con i suoi geni di Thoha ormai stabilizzati e i suoi poteri di Metroid di nuovo in controllo, Samus può così scappare da ZDR prima che esploda.

## Modalità di gioco
Metroid Dread ha delle novità nel gameplay, come arrampicarsi su muri azzurri o scivolare in spazi stretti, oltre al ritorno dei Poteri Aeion e all'attacco ravvicinato introdotti in Metroid: Samus Returns. Il gioco presenta anche elementi stealth: tramite un'abilità Aeion, Samus può attivare un camuffamento che la rende invisibile agli E.M.M.I. di pattuglia, a costo però di rallentare la sua mobilità, e se viene scoperta dovrà scappare. Se si viene attaccati dagli E.M.M.I, si avrà l'opportunità per due volte di usare l'attacco ravvicinato per colpirli in un preciso istante (quando brillano di rosso). Se Samus riuscirà a contrattaccare, potrà scappare, altrimenti verrà uccisa all'istante. Per distruggere gli E.M.M.I, dovrà trovare un potenziamento temporaneo, il Cannone Omega, l'unico modo per sconfiggerli.

## Sviluppo

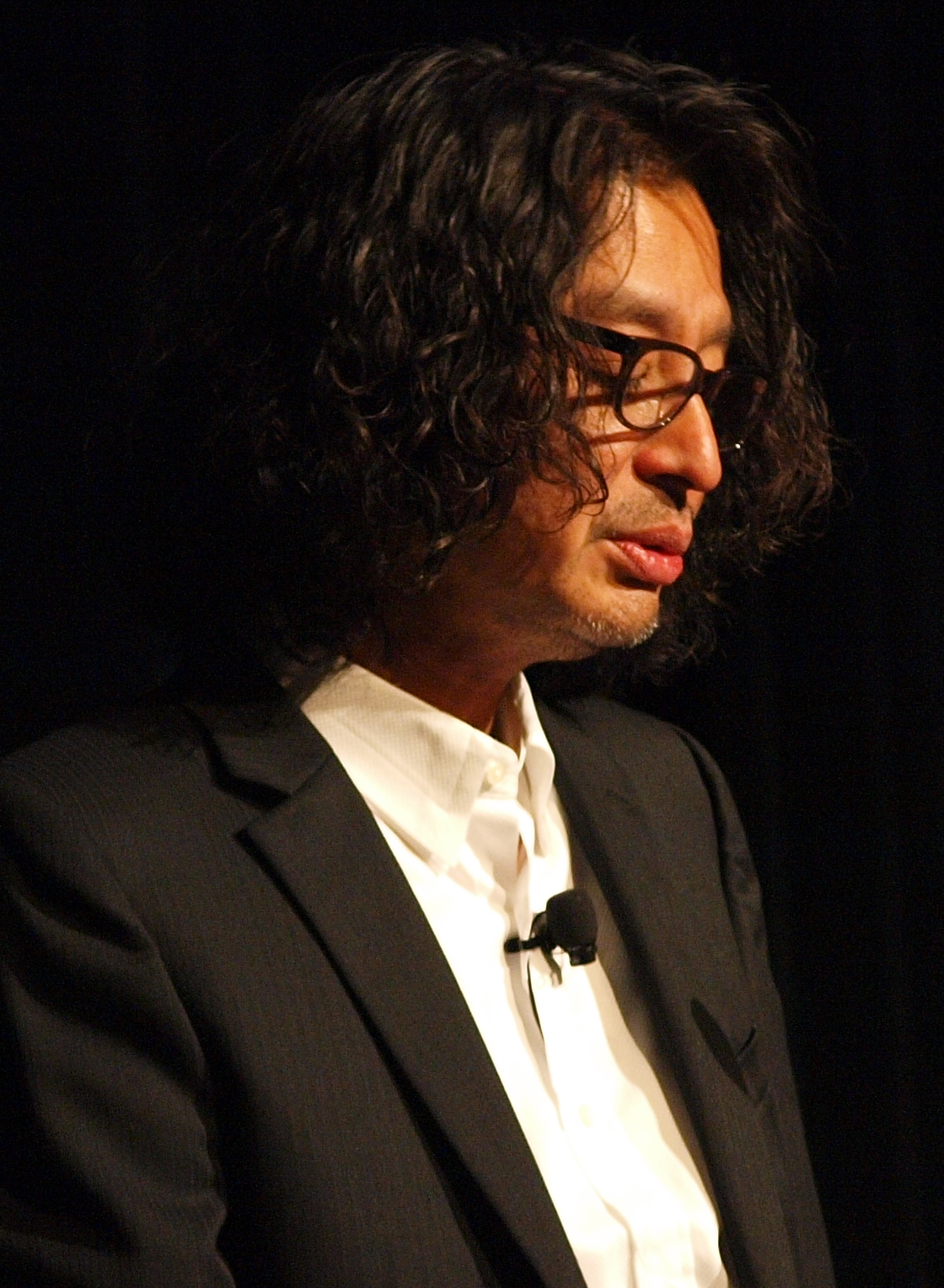
Yoshio Sakamoto, designer della serie Metroid, durante la Game Developers Conference del 2010

Il titolo Metroid Dread è comparso per la prima volta nel 2005, all'interno di una lista privata di Nintendo riguardante i "videogiochi chiave per DS che verranno presentati in futuro". Questo ha portato molti a pensare che il gioco in questione sarebbe stato presentato in occasione della conferenza E3 del 2005 o del 2006, ma così non è stato. Metroid Dread è stato anzi l'unico gioco presente sulla lista a non essere stato pubblicato. Nella sua versione iniziale, è stato descritto come un videogioco a scorrimento laterale in 2D. Avrebbe dovuto essere un sequel di Metroid Fusion, videogioco del 2002 per Game Boy Advance - la versione definitiva presentata nel 2021 mantiene questa intenzione.
A 2005 inoltrato, si è diffuso il rumor che Metroid Dread fosse stato cancellato o posto in development hell. Il gioco è stato riportato sulla pubblicazione di febbraio 2006 della rivista Official Nintendo Magazine, con una data di uscita fissata per il novembre del 2006. La pubblicazione di marzo invece riportava come data un generico "2006", suggerendo che ulteriori dettagli sarebbero stati rivelati all'E3 di quell'anno, ma tali aspettative vennero deluse.

### Riferimento suMetroid Prime 3: Corruption
Nel videogioco Metroid Prime 3: Corruption, sviluppato da Retro Studios e uscito nel 2007 per Nintendo Wii, è stato trovato il seguente messaggio:
"Experiment status report update: Metroid project 'Dread' is nearing the final stages of completion".
Il direttore Mark Pacini ha negato ogni connessione e ha affermato che si tratta puramente di una coincidenza. Chris Kohler di Wired ha espresso dello scetticismo verso la risposta di Retro Studios; ha ritenuto che Pacini sarebbe stato più credibile se avesse affermato che si tratta di una battuta, laddove una coincidenza gli è apparsa inverosimile.
Il messaggio è stato modificato nella versione giapponese del gioco, uscita più tardi nel corso di quello stesso anno e che invece fa riferimento a una "dread class turret".

### Discussioni successive
Nel 2010 Sakamoto ha confermato che Dread è esistito, ma ha aggiunto che Nintendo lo avrebbe "iniziato daccapo" se avesse deciso di riprenderne lo sviluppo. Ha anche affermato che al momento la compagnia stava "aspettando e osservando e leggendo i commenti per vedere a che cosa il pubblico fosse interessato, prima di poter commentare il progetto in qualche modo". In altre interviste, ha negato che i giochi Metroid: Other M (Wii, 2010) e Metroid: Samus Returns (Nintendo 3DS, 2017) avessero una qualsiasi connessione con Dread.
Nel maggio 2010, Harris ha affermato che la trama di Metroid Dread era completa e che ha visto il gioco. Egli ha affermato che Nintendo sarebbe stata capace di "riprenderlo in qualsiasi momento". Una ricerca condotta da Liam Robertson nel 2015 ha mostrato che un prototipo giocabile di "Dread" era stato creato nel 2008 e mostrato allo staff di Nintendo Software Technology e Nintendo of America in occasione dell'E3 2009; secondo Robertson, a quel punto di sviluppo il progetto non era più identificato dal nome Metroid Dread e aveva uno stile artistico vicino a Metroid Fusion. In un'intervista del 2018 con Hobby Consolas, Sakamoto ha affermato che il Nintendo DS non era abbastanza potente per poter sviluppare il gioco di Metroid che egli intendeva realizzare.
A partire dalla prima apparizione del gioco, anche se solamente in forma di titolo, la critica ha espresso un certo interesse verso Metroid Dread o, in generale, verso un gioco simile a scorrimento laterale in 2D. Secondo Sakamoto, le domande riguardanti Metroid Dread erano molteplici, specialmente nelle interviste successive all'E3. IGN ha incluso Dread nel proprio articolo "Life Support: Games in Danger".

### Ripartenza dello sviluppo
Durante il Nintendo Direct tenuto in occasione dell'E3 2021, Nintendo ha annunciato che Metroid Dread è in sviluppo per Nintendo Switch e che l'uscita è fissata per l'8 ottobre 2021. Lo sviluppo è attualmente condotto dal team di sviluppo spagnolo MercurySteam, che ha precedentemente realizzato per 3DS Metroid: Samus Returns (2017), remake di Metroid II:Return of Samus. Sakamoto ha affermato che il progetto è stato ripreso dopo aver visto ciò che MercurySteam è stata capace di realizzare, con la propria tecnologia su Switch.

## Accoglienza
| Testata                          | Giudizio |
| -------------------------------- | -------- |
| Metacritic (media al 23-10-2021) | 88/100   |
| Destructoid                      | 8.5/10   |
| Everyeye.it                      | 7.8/10   |
| Famitsu                          | 34/40    |
| Game Informer                    | 9/10     |
| GameSpot                         | 8/10     |
| GamesRadar+                      | 3.5/5    |
| IGN                              | 9/10     |
| Multiplayer.it                   | 9/10     |
| Nintendo Life                    | 10/10    |
| VG247                            | 4/5      |

Metroid Dread è stato accolto positivamente dalla critica, andando ad ottenere una media di voti su Metacritic pari a 88 su 100.

### Vendite
Nella prima settimana di vendite il gioco è risultato il secondo titolo più venduto del Regno Unito: questo ha portato il titolo a risultare il capitolo della serie Metroid con il più veloce tasso di vendita, superando le vendite di Metroid Prime di circa 1.000 unità.
In Giappone sono state vendute oltre 86,5 mila copie fisiche nei primi tre giorni dall'uscita.
A febbraio 2022, Nintendo conferma che il gioco ha venduto 2,74 milioni di unità.

### Riconoscimenti
| Anno                        | Premio                     | Categoria       | Risultato     | Note |
| --------------------------- | -------------------------- | --------------- | ------------- | ---- |
| 2021                        |                            |                 |               |      |
| Golden Joystick Awards 2021 | Nintendo Game of the Year  | Vincitore/trice | [ 38 ] [ 39 ] |      |
| Golden Joystick Awards 2021 | Ultimate Game of the Year  | Candidato/a     | [ 38 ] [ 39 ] |      |
| The Game Awards 2021        | Game of the Year           | Candidato/a     | [ 40 ]        |      |
| The Game Awards 2021        | Best Action/Adventure Game | Vincitore/trice | [ 40 ]        |      |
| The Game Awards 2021        | Players' Voice             | Candidato/a     | [ 40 ]        |      |